# Spiders (песня)
«Spiders» (рус. Пауки) — песня калифорнийской метал-группы System of a Down из их первого альбома, также названного System of a Down.

## Музыка
«Spiders», как и многие другие песни System Of A Down написана в тональности минор. Песня во многом зависит от аккордов :Cm, Bb, Eb, а также Fm, Gm, Ab, B, Db.Минорное начало песни служит музыкальным мотивом для остальной части, она повторяется на протяжении всей песни. Песня заканчивается мягкой вокальной версией вступительного мотива.

## Музыкальное видео
Клип был снят в 1999 году, режиссёром выступил Charlie Deaux. Актриса Джолин Тауэрс сыграла в клипе главную героиню.

## Список композиций
| №  | Название  | Текст песни | Музыка  | Длительность |
| -- | --------- | ----------- | ------- | ------------ |
| 1. | «Spiders» | Танкян      | Малакян | 3:35         |